# Azoumba
Azoumba (auch: Azjomba, Azjoumba) ist ein Dorf in der Landgemeinde Kellé in Niger.

## Geographie
Das von einem traditionellen Ortsvorsteher (chef traditionnel) geleitete Dorf liegt am Ostrand des Gebirges Koutous. Es befindet sich rund 15 Kilometer nordöstlich des Hauptorts Kellé der gleichnamigen Landgemeinde, die zum Departement Gouré in der Region Zinder gehört. Eine Siedlung in der näheren Umgebung von Azoumba ist Gadaboubi im Südosten.
Azoumba ist Teil der Übergangszone zwischen Sahara und Sahel. Die durchschnittliche jährliche Niederschlagsmenge beträgt hier zwischen 200 und 300 mm. Beim Dorf erstreckt sich das 675 Hektar große Waldschutzgebiet Forêt classée d’Azoumba. Die Unterschutzstellung dieses Kautschukbaum-Hains erfolgte am 29. März 1941. Die Kautschukbäume waren in den 1970er Jahren bereits verschwunden. Ende der 1990er Jahre war der Wald in einem schlechten Zustand und wies nur noch wenige baumbestandene Flächen auf.

## Geschichte
Das Dorf bestand bereits im 19. Jahrhundert.

## Bevölkerung
Bei der Volkszählung 2012 hatte Azoumba 695 Einwohner, die in 137 Haushalten lebten. Bei der Volkszählung 2001 betrug die Einwohnerzahl 371 in 77 Haushalten und bei der Volkszählung 1988 belief sich die Einwohnerzahl auf 405 in 94 Haushalten.
Die Bevölkerungsdichte in diesem Gebiet ist gering und liegt bei unter 10 Einwohnern je Quadratkilometer.

## Wirtschaft und Infrastruktur
Die Siedlung liegt in einem Gebiet der Naturweidewirtschaft, wobei vor allem die Rinder- und Schafzucht wirtschaftlich bedeutend sind.